# Hyakujuu Sentai Gaoranger vs. Super Sentai
Hyakujuu Sentai Gaoranger vs. Super Sentai (百獣戦隊ガオレンジャーＶＳスーパー戦隊 Hyakujuu Sentai Gaoranger vs. Super Sentai) là một phim điện ảnh Hyakujuu Sentai Gaoranger thuộc loại video tokusatsu. Bộ phim kỉ niệm 25 Seri Super Sentai.

## Các nhân vật

### Mới
- Lost Highness Rakushaasa (はぐれハイネスラクシャーサ Hagure Hainesu Rakushāsa?).

### Super Sentaiquá khứ
- Soukichi Banba (番場壮吉 Banba Sōkichi?)/Big One (ビッグワン Biggu Wan?) - Thành viên J.A.K.Q. Dengekitai..
- Yuusuke Amamiya (天宮勇介 Amamiya Yūsuke?)/Red Falcon (レッドファルコン Reddo Farukon?) - Thành viên Choujuu Sentai Liveman.
- Miku Imamura (今村 みく Imamura Miku?) / MegaPink (メガピンク Megapinku?) - Thành viên Denji Sentai Megaranger.
- Daimon Tatsumi (巽 大門 Tatsumi Daimon?) / GoYellow (ゴーイエロー Gōierō?) - Thành viên Kyuukyuu Sentai GoGo-V.
- Gouki (ゴウキ Gōki?)/GingaBlue (ギンガブルー Gingaburū?) - Thành viên Seijuu Sentai Gingaman.

#### Các chiến binh đỏ
- Himitsu Sentai Goranger (1975-1977): còn gọi là Aka Ranger
- J.A.K.Q. Dengekitai (1977): Spade Ace
- Battle Fever J (1979-1980): Battle Japan
- Denshi Sentai Denziman (1980-1981): Denzi Red
- Taiyou Sentai Sun Vulcan (1981-1982): Vul Eagle
- Dai Sentai Goggle V (1982-1983): Goggle Red
- Kagaku Sentai Dynaman (1983-1984): Dyna Red
- Choudenshi Bioman (1984-1985): Red One
- Dengeki Sentai Changeman (1985-1986): Change Dragon
- Choushinsei Flashman (1986-1987): Red Flash
- Hikari Sentai Maskman (1987-1988): Red Mask
- Kousoku Sentai Turboranger (1989-1990): Red Turbo
- Chikyuu Sentai Fiveman (1990-1991): Five Red
- Choujin Sentai Jetman (1991-1992): Red Hawk
- Kyōryū Sentai Zyuranger (1992-1993): TyrannoRanger
- Gosei Sentai Dairanger (1993-1994): Ryuuranger
- Ninja Sentai Kakuranger (1994-1995): NinjaRed
- Chouriki Sentai Ohranger (1995-1996): OhRed
- Gekisou Sentai Carranger (1996-1997): Red Racer
- Denji Sentai Megaranger (1997-1998): MegaRed
- Seijuu Sentai Gingaman (1998-1999): GingaRed
- Kyuukyuu Sentai GoGoFive (1999-2000): GoRed
- Mirai Sentai Timeranger (2000-2001): TimeRed